# Акт агрессии (фильм)
«Акт агрессии» (фр. L'Aggression) — кинофильм. Экранизация романа писателя Джона Бюэлля «The Shrewsdale Exit». Премьера во Франции состоялась 16 апреля 1975 года.

## Сюжет
Поль Варлин, обычный средний француз, ехал со своей женой и дочкой на машине. На них напала банда злодеев-мотоциклистов. Их избивали, его жену и дочь изнасиловали, а затем и убили. И теперь он остался один и должен отомстить за смерть своих близких.

## В ролях
- Жан-Луи Трентиньян — Поль Варлен
- Катрин Денёв — Сара
- Клод Брассер — Андре Дюкатель
- Филипп Бриго — Эскудеро
- Милена Вукотич — судья
- Франко Фабрици — Соге
- Дельфина Боффи — Пэтти
- Леонора Фани — Джози
- Мишель Грелье — Элен
- Жак Риспаль — Рауль Дюмурье
- Робер Шарльбуа — Джастин